# Coleophora sacramenta
Coleophora sacramenta é uma espécie de mariposa do gênero Coleophora pertencente à família Coleophoridae.